# Alfie Dorrington
Alfie Terry Charlie Dorrington (* 20. April 2005 in Enfield) ist ein englischer Fußballspieler, der bei Tottenham Hotspur unter Vertrag steht und an den FC Aberdeen verliehen ist.

## Karriere

### Verein
Alfie Dorrington wurde in Enfield, dem nördlichsten Stadtbezirk der englischen Metropole London geboren. Als 13-Jähriger wechselte er vom Cockfosters FC in die Jugendakademie von Tottenham Hotspur. Er war Teil der Mannschaft der „Spurs“, die in der Saison 2022/23 das Double aus dem Premier League Cup der U17 und U18 gewann. In der darauffolgenden Saison gewann er mit der U21 den Premier League 2-Titel.
Im Dezember 2024 gab Dorrington sein Debüt in der ersten Mannschaft, als er beim 5:0-Sieg in der Premier League gegen Southampton eingewechselt wurde. Im Januar 2025 wechselte er für den Rest der Saison auf Leihbasis zum FC Aberdeen. Gleichzeitig unterzeichnete Dorrington einen neuen Vertrag mit Tottenham bis 2029. In seinem siebten von zwölf Einsätzen die Dorrington für Aberdeen in der Scottish Premiership absolvierte, erzielte er sein erstes Tor als Profi, als er gegen Motherwell den Führungstreffer beim 4:1-Sieg beisteuerte. Am 24. Mai 2025 gewann Dorrington mit Aberdeen den schottischen Pokal, als Celtic Glasgow im Elfmeterschießen besiegt wurde. Für die folgende Saison wurde Dorrington erneut nach Aberdeen verliehen.

### Nationalmannschaft
Alfie Dorrington begann 2019 für England zu spielen, nachdem er in der U15 gegen Irland debütiert hatte. Nach einem weiteren Einsatz in dieser Altersklasse im Jahr 2020 gegen Belgien, spielte Dorrington ein weiteres Jahr später in der englischen U16- und U17-Nationalmannschaft. Im Jahr 2022 folgten zwei Einsätze in der U18. In den Jahren 2023 und 2024 war Dorrington siebenmal in der englischen U19-Nationalmannschaft aktiv.